# Буратино (фильм)
«Бурати́но» — будущий художественный фильм российского режиссёра Игоря Волошина, экранизация сказочной повести Алексея Толстого «Золотой ключик, или Приключения Буратино». Главные роли в нём сыграют Виталия Корниенко, Александр Яценко, Анастасия Талызина, Рузиль Минекаев, Марк Эйдельштейн. Картина выйдет в прокат 1 января 2026 года.

## Сюжет
Литературной основой сценария фильма стала сказочная повесть Алексея Толстого «Золотой ключик, или Приключения Буратино», действие которой происходит в Тарабарском королевстве. Главный герой — деревянная кукла Буратино, которая переживает множество приключений.

## В ролях
- Виталия Корниенко — Буратино, кукла
- Александр Яценко — папа Карло, шарманщик и приёмный отец Буратино
- Анастасия Талызина — Мальвина, кукла, девочка с голубыми волосами
- Степан Белозёров — Пьеро, кукла, поэт, влюблённый в Мальвину
- Рузиль Минекаев — Арлекин, кукла, партнёр Пьеро по сцене
- Марк Эйдельштейн — Артемон, пудель, преданный слуга Мальвины
- Константин Хабенский — профессор Сова, доктор
- Даниил Воробьёв — фельдшерица Жаба, медик
- Сергей Бурунов — знахарь Богомол, лекарь
- Виктория Исакова — лиса Алиса, уличная мошенница, притворяется хромой
- Александр Петров — кот Базилио, уличный мошенник, притворяющийся слепым
- Фёдор Бондарчук — Карабас-Барабас, богатый доктор кукольных наук, директор кукольного театра
- Лев Зулькарнаев — Дуремар, продавец лечебных пиявок
- Светлана Немоляева — Тортила, мудрая старая черепаха из пруда

## Производство и релиз
О начале работы над фильмом стало известно в мае 2023 года. Режиссёром проекта стал Игорь Волошин, сценаристом — Андрей Золотарёв. Производством занялась кинокомпания «Водород». К апрелю 2024 года был сформирован актёрский коллектив. Буратино будет появляться на экране и как произведение компьютерной графики, и в исполнении 14-летней Виталии Корниенко. Другие роли получили известные российские актёры: папу Карло сыграет Александр Яценко, Мальвину — Анастасия Талызина, Арлекина — Рузиль Минекаев.
Съёмки проходили в Москве в четвёртом квартале 2024 года. Фильм выйдет в прокат 1 января 2026 года.
В декабре 2024 года дистрибьютор «НМГ Кинопрокат» анонсировал два сиквела. Вторая часть выйдет 1 января 2028 года, а третья — 1 января 2029 года.